# Prayers (песня In This Moment)
«Prayers» — песня американской металкор-группы In This Moment, первый сингл из дебютного альбома Beautiful Tragedy.

## Выпуск и продвижение
Промо-EP помимо одноимённой композиции содержит песню «Daddy's Falling Angel» и в качестве стороны «Б» — «Have No Fear».
Клип был выпущен с изображением группы, играющей в церкви. Во время съёмок вокалистка Мария Бринк сломала нос. Она рассказала MTV News: «У меня буквально голова раскололась во время съёмок. У меня остался большой шрам на лице. [Камера] тележка подъехала немного ближе, а я трясла головой и мы столкнулись и всё мое лицо словно расплылось. На месте было много крови.» Руководство группы пыталось отменить съёмки, но Бринк настояла на том, чтобы они завершили клип. 
Песня появляется как саундтрек под номером 7 в фильме «У холмов есть глаза 2».

## Список композиций
1. «Prayers» — 3:47
2. «Daddy's Falling Angel» — 4:13
3. «Have No Fear» — 3:46